# Wydartowo
Wydartowo is een dorp in Polen, gelegen in het woiwodschap Groot-Polen, district Gniezno, in de gemeente Trzemeszno. In 2011 woonden er 457 mensen.

## Verkeer en vervoer
- Station Wydartowo

## Sport en recreatie
Door deze plaats loopt de Europese wandelroute E11. De E11 loopt van Den Haag naar de grens Polen-Litouwen. Ter plaatse komt de route van het zuidwesten vanaf Trzemeszno en vervolgt in noordoostelijke richting naar Izdby